# 有你有我
《有你有我》是美國創作歌手泰勒·斯威夫特創作和演唱的一首歌曲，收錄在她第三張專輯《爱的告白》。它由斯威夫特和内森·查普曼製作，其後於2011年11月22日在iTunes和亞馬遜公司以宣傳單曲發行。它是《愛的告白》的第6支和最後一支單曲，以及於2011年12月5日發送至鄉村電台的第5支單曲。
歌曲在美國《告示牌》热门乡村歌曲榜和百强单曲榜分別奪得榜首和第13名，並受美國唱片業協會認證為白金唱片。歌曲在國際上在澳洲和加拿大分別獲得第91和68名。它在英國單曲排行榜最高排在第181名。
音樂錄影帶於2011年12月發行，並在《E!新聞》和在線E!播映。它是德克蘭·懷特布魯姆執導的第二部斯威夫特影片，同時是斯威夫特參與概念的第二部影片。它獲得樂評人讚賞。

## 發行
《有你有我》起初於2011年11月8日由大機器唱片作《愛的告白》的宣傳單曲發行。CD單曲與現場專輯獨家釋出在沃尔玛商店。歌曲是專輯《愛的告白》的第6支單曲，並原定於2011年12月5日發行，但最後於2011年12月5日在鄉村電台發行。它是《愛的告白》送至鄉村電台的第5支單曲。

## 詞曲
《有你有我》是鄉村谣曲，長達3分58秒。歌曲由斯威夫特獨自創作，並與内森·查普曼共同製作。它以C大調創作，而斯威夫特演唱這首歌曲是橫跨兩個八度，間於E3至A4之間。歌曲被稱為一封「情信」。《Pop Crush》的艾米·夏亞雷托（Amy Sciarretto）稱這首歌曲是「優美又慢速的歌曲，並展現斯威夫特的過人之處：如日記般令人愉快又開放的歌詞以及她的甜蜜聲音」。《通路全開》的凱倫·古德納（Karen Goodner）認為歌曲體現了「他們正深愛著並深知可以挺過這段艱苦日子」。

## 專業評價
歌曲取得好評。《鄉村之味》的比利·杜克斯（Billy Dukes）給這首歌四分半顆星（滿分五顆），並寫道「《有你有我》歌詞上與《我們的歌》般老套但有趣」。他補充道歌詞「創作得十分鮮明」以及「製作（雖）走斯威夫特以前的熱門歌曲路線，但因她身上的光亮和精緻而慢慢讓人接受」。《城市鄉村新聞》的麗芙·卡特（Liv Carter）給這首歌一顆大拇指，並稱其詞曲創作「高超」，認為斯威夫特用行家的語言將情境營造得很美麗。《Pop Crush》的艾米·夏亞雷托讚賞歌曲，並稱斯威夫特「將最棒的留在最後」。《通路全開》的凱倫·古德納稱這首歌「是（她）最愛歌曲之一」。相反，《西雅圖週刊》的艾琳·湯普森（Erin Thompson）覺得《愛的告白》宣傳單曲《如果這是一部電影》比《有你有我》要好，並說：「我只聽了幾次，但它對我來說聽起來都很像一堆亂糟糟的混雜暗喻。」《毛坯》的艾倫·雅各布斯（Allen Jacobs）覺得《有你有我》是自《白马》以來最棒的單曲。

## 商業表現
歌曲出現在美國iTunes百強榜，並空降《告示牌》数字歌曲榜和百强单曲榜第5和13名。截止2012年8月，歌曲在美國銷售1,224,000張。它受美國唱片業協會認證為白金唱片。歌曲在加拿大排第68名，並在英國排第181名。歌曲還在澳洲排第91名。2012年3月3日，《有你有我》是斯威夫特連續第15首在热门乡村歌曲榜排前十名。這讓斯威夫特自1944年以來首位女性在榜單擁有15首連續前十歌曲。2012年3月31日，《有你有我》在热门乡村歌曲榜取得榜首，繼《我們的歌》、《早該拒絕》、《愛的故事》、《与我同在》和《火花飞舞》之後第6首冠軍歌曲。截止2017年11月，《有你有我》在美國銷售超過150萬張。

## 榮譽
| 年份 | 獎項             | 範疇           | 結果 | 參考   |
| ---- | ---------------- | -------------- | ---- | ------ |
| 2012 | 美國鄉村獎       | 年度女性單曲   | 提名 | [ 25 ] |
| 2012 | 美國鄉村獎       | 年度女性錄影帶 | 提名 | [ 25 ] |
| 2012 | 鄉村音樂電視大獎 | 年度女性錄影帶 | 提名 | [ 26 ] |
| 2013 | BMI獎            | 鄉村獎50強歌曲 | 獲獎 | [ 27 ] |

## 現場演出
斯威夫特於2011年11月9日在2011年鄉村音樂協會獎演唱此曲。《鄉村之味》的阿曼達·亨塞爾（Amanda Hensel）認為斯威夫特的歌曲演出「更加私人，少了像舞台演出（的感覺）」。她在演出時「穿戴粉色毛線衫，並坐在沙發上」。目標百貨獨家現場專輯《愛的告白：世界巡迴現場演唱會》，包含《有你有我》在愛的告白世界巡迴演唱會的額外演出。歌曲在2012年愛的告白世界巡迴演唱會階段添加為主要曲目列表。歌曲還在同日子的红巡回演唱会演出。斯威夫特在2018年舉世盛名體育場巡迴演唱會福克斯堡場演唱此曲。

## 音樂錄影帶

### 籌備與發行
根據斯威夫特，2011年11月3日拍攝完《有你有我》音樂錄影帶第2天的戲份。音樂錄影帶於2011年12月2日北美东部时区下午7點在《E!新聞》和在線E!首映。影片由德克蘭·懷特布魯姆（Declan Whitebloom）執導。斯威夫特在接受《E!新聞》的訪問時稱她對影片的想法：「對於這段影片的呈現有非常明確的想法。」懷特布魯姆也曾執導斯威夫特《太刻薄》的音樂錄影帶，並解釋道：「當泰勒說：『我有個想法。』你得聽她會說什麼。而我做了，它是很好的想法，我非常喜歡！」斯威夫特為了宣傳影片在官方網站發行13部幕後花絮《webisodes》。

### 概要

斯威夫特在《有你有我》的音樂錄影帶中與同時共搭電梯。

影片開始時，上班族斯威夫特穿梭大廳進到電梯，並向遇到的人打招呼。電梯門關上時，斯威夫特開始歌唱，看起來十分懶散，並看向電梯身旁的人。電梯到達13層，人們輕推著她離開。斯威夫特接著走進辦公室，慢慢地坐在辦公室桌前，而一個男人打擾她。她接著三番五次走去使用複印機（起初沒有紙，接著沒有墨水匣，之後整個消失）。斯威夫特在茶水間飲水機等待一個喝水很吵的男人，並在吃東西時有兩名女性在背後嘲笑和談論她。之後在辦公室桌上，斯威夫特拿起便利貼，上面是她和男友（扎克·基爾福德飾）寫著他們誰先愛著對方。斯威夫特轉向電腦，看著她和男友多部影片微笑。她看了看錶，並以比上班時更好的情緒離開辦公室。斯威夫特在外面等巴士。在巴士上，斯威夫特用Sony Tablet S看著更多她和男友的影片。巴士停在機場。斯威夫特下車並周圍看。然後，男友從機場的拉門出現，向觀眾透露他在國外服兵役。斯威夫特會心一笑，扔下她身上的東西跑向男友。他們在影片完結時抱在一起。

### 反響
Idolator稱他是「完結一週的完美影片」和「不敢相信（觀眾）不會感受到影片的暖心而發出『aww』的聲音」。VH1的切爾西·劉易斯（Chelsea Lewis）稱其是「感情強烈的影片」。《娱乐周刊》的艾琳·斯特雷克（Erin Strecker）寫道「我承認：我對結尾的轉折感到震驚，斯威夫特匆匆下班不是回家，而是去機場迎接想必剛從外國回來的軍人男友。甜蜜又略帶苦澀的悲傷恰當好處地注入啟發自鄉村的流行故事」。目前為止，影片在YouTube點閱率超過9千萬。

## 曲目列表
- 數位下載[3]

1. 《有你有我》－3:58

- CD單曲[4]

1. 《有你有我》－3:58
2. 《有你有我》（現場版）－4:12

## 參與人員
人員來自CD單曲的內頁。

| - 泰勒·斯威夫特 － 主唱、詞曲作家、製作人 - 布萊恩·大衛·威利斯（Brian David Willis） － 額外工程 - 布萊恩·薩頓 － 大自然、12弦吉他、烏克麗麗 - 查德·卡爾森（Chad Carlson） － 錄製 - 德魯·鮑爾曼（Drew Bollman） － 協助混音 - 艾米麗·穆勒（Emily Mueller） － 協助製作 - 漢克·威廉斯（Hank Williams） － 母帶 - 傑森·坎貝爾（Jason Campbell） － 協調製作 - 賈斯汀·尼班克（Justin Niebank） － 混音 | - 馬特·勞斯（Matt Rausch） － 協助混音、和聲、製作人、作家 - 內森·查普曼 － 製作人、錄製、原聲吉他、編程、電鋼琴、和聲、額外工程 - 史蒂夫·布萊克曼（Steve Blackmon） － 協助混音 - 特里斯坦·布羅克-瓊斯（Tristan Brock-Jones） － 協助工程 - 托德·蒂德威爾（Todd Tidwell） － 協助工程 - 惠特尼·薩頓（Whitney Sutton） － 協調燒錄 |  |

## 榜單成績

### 週榜
| 排行榜（2010-2012年）            | 最高 排名 |
| -------------------------------- | --------- |
| 澳洲（澳大利亚唱片业协会榜）     | 91        |
| 加拿大（Canadian Hot 100）       | 68        |
| 加拿大（《告示牌》鄉村單曲榜）   | 1         |
| 英國（官方榜单公司單曲榜）       | 181       |
| 美国（《告示牌》百大單曲榜）     | 13        |
| 美國（《告示牌》热门乡村歌曲榜） | 1         |

### 年終榜
| 排行榜（2012年）             | 排名 |
| ---------------------------- | ---- |
| 美國乡村歌曲榜（《告示牌》） | 37   |

## 銷量認證
| 地區                   | 认证 | 认证单位/销量 |
| ---------------------- | ---- | ------------- |
| 美国（美國唱片業協會） | 白金 | 1,500,000     |
| ^僅含認證的出貨量      |      |               |

## 發行歷史
| 國家 | 日期           | 形式     | 廠牌       |
| ---- | -------------- | -------- | ---------- |
| 美國 | 2011年11月8日  | 數位下載 | 大機器唱片 |
| 美國 | 2011年11月21日 | CD單曲   | 大機器唱片 |
| 美國 | 2011年12月5日  | 鄉村電台 | 大機器唱片 |

## 外部連結
- YouTube上的《有你有我》官方音樂錄影帶
- 泰勒·斯威夫特官方網站歌詞